# Spondylus americanus
Espèce
Spondylus americanus est une espèce de mollusque bivalves de la famille des Spondylidae.